# Henryk Lulewicz
Henryk Lulewicz (ur. 22 kwietnia 1950 w Sokółce, zm. 21 maja 2019 w Warszawie) – polski historyk, badacz dziejów Litwy wczesnonowożytnej, zasłużony dla polskiej lituanistyki.

## Życiorys
Syn Kazimierza i Ireny. Był absolwentem historii Uniwersytetu Warszawskiego (1975), tamże doktoryzował się w 1984 (Elita polityczno-społeczna Wielkiego Księstwa Litewskiego w połowie XVII w. – promotor: Tadeusz Wasilewski). Stopień doktora habilitowanego (Gniewów o unię ciąg dalszy. Stosunki polsko-litewskie w latach 1569–1588) uzyskał w 2003 w Instytucie Historii PAN. W latach 1975–1995 był zatrudniony w Instytucie Historycznym Uniwersytetu Warszawskiego. Od 1995 pracował w Instytucie Historii PAN.
Od 2010 był profesorem w Instytucie Historii PAN. Pracował w Zakładzie Badań Źródłoznawczych i Edytorstwa Instytutu Historii PAN. 
Pochowany na cmentarzu w Rembertowie. 

## Wybrane publikacje
- Urzędnicy centralni i dygnitarze Wielkiego Księstwa Litewskiego XIV–XVIII wieku: spisy, oprac. Henryk Lulewicz i Andrzej Rachuba, Kórnik: Biblioteka Kórnicka 1994.
- Metryka Litewska: rejestry podymnego Wielkiego Księstwa Litewskiego: województwo trockie 1690 r., oprac. Henryk Lulewicz, Warszawa: „Neriton”: Instytut Historii PAN 2000.
- Gniewów o unię ciąg dalszy: stosunki polsko-litewskie w latach 1569–1588, Warszawa: „Neriton” – Instytut Historii Polskiej Akademii Nauk 2002.
- Metryka Litewska: rejestry podymnego Wielkiego Księstwa Litewskiego: województwo nowogródzkie 1690 r., pod red. Andrzeja Rachuby, oprac. Henryk Lulewicz, Andrzej Rachuba, Warszawa: „Neriton” 2002.
- Pamiętniki Filipa, Michała i Teodora Obuchowiczów (1630–1707), pod red. Andrzeja Rachuby, oprac. Henryk Lulewicz i Andrzej Rachuba, Warszawa: „DiG” 2003.
- Urzędnicy Wielkiego Księstwa Litewskiego: spisy, t. 4: Ziemia smoleńska i województwo smoleńskie XIV–XVIII wiek, pod red. Andrzeja Rachuby, oprac. Henryk Lulewicz, Andrzej Rachuba, Przemysław P. Romaniuk, Warszawa: „DiG” 2003.
- Urzędnicy Wielkiego Księstwa Litewskiego: spisy, t. 1: Województwo wileńskie XIV–XVIII wiek, pod red. Andrzeja Rachuby, oprac. Henryk Lulewicz, Andrzej Rachuba, Przemysław P. Romaniuk, Warszawa: „DiG” 2004.
- Akta zjazdów stanów Wielkiego Księstwa Litewskiego, t. 1: Okresy bezkrólewi (1572–1576, 1586–1587, 1632, 1648, 1696–1697, 1706–1709, 1733–1735, 1763–1764), oprac. Henryk Lulewicz, Warszawa: Wydawnictwo Neriton: Instytut Historii PAN 2006.
- Deputaci Trybunału Głównego Wielkiego Księstwa Litewskiego (1582–1696): spis, pod red. Andrzeja Rachuby, oprac. Henryk Lulewicz i Andrzej Rachuba, Warszawa: Wydawnictwo DiG 2007.
- Akta zjazdów stanów Wielkiego Księstwa Litewskiego, t. 2: Okresy panowań królów elekcyjnych, XVI–XVII wiek, oprac. Henryk Lulewicz, Warszawa: Wydawnictwo Neriton – Instytut Historii PAN 2009.
- Urzędnicy Wielkiego Księstwa Litewskiego: spisy, t. 2: Województwo trockie XIV–XVIII wiek, pod red. Andrzeja Rachuby, oprac. Henryk Lulewicz, Warszawa: Wydawnictwo DiG 2009.
- Po unii – sejmiki szlacheckie w Rzeczypospolitej XVI–XVIII wieku, pod. red. nauk. Henryka Lulewicza i Marka Wagnera, Siedlce: Instytut Historii i Stosunków Międzynarodowych Uniwersytetu Przyrodniczo-Humanistycznego 2013.
- Urzędnicy Wielkiego Księstwa Litewskiego: spisy, t. 3: Księstwo Żmudzkie XV–XVIII wiek, pod red. Andrzeja Rachuby, oprac. Henryk Lulewicz, Andrzej Rachuba, Przemysław P. Romaniuk, Andrzej Haratym, Warszawa: Wydawnictwo „DiG” 2015.